# Thyridia randolis
Thyridia randolis är en fjärilsart som beskrevs av Richard Haensch 1909. Thyridia randolis ingår i släktet Thyridia och familjen praktfjärilar. Inga underarter finns listade i Catalogue of Life.